# Uilleag de Burgh
Sir Ulick de Burgh o Burke I Clanricarde, muerto en 1353.

## Contexto
Se acepta generalmente que Burke fue hijo de Richard an Fhorbhair mac William de Burgh, nieto de Richard Óg de Burgh, hijo ilegítimo de William de Burgh, fundador de la casa de Burke. Según Una Historia Nueva de Irlanda (p. 170, volumen IX), "Los orígenes de la línea de Clanricarde la línea no están absolutamente probados, pero la descendencia dada" (ver Árbol Familiar, abajo) "es esa en las fuentes genealógicas irlandesas mejores y no es contradicha por fuentes contemporáneas."
Poseía un apodo inusual — Bod-an-Balcuigh, traducible como "Pene de Poder".

## El PrimerClanricarde
A la muerte de William Donn de Burgh, III conde de Ulster, estalló una guerra civil en la familia Burke. El heredero del Conde, su hija Isabel, fue llevada a Inglaterra a la muerte de su padre y perdió el control de sus territorios. La guerra comenzó entre los arrendatarios gaélicos del difunto conde - muchos de los cuales expulsaron a los Anglo-irlandeses - y entre los tres miembros principales de la familia Burgh:
- Edmond de Burgh de Castleconnell (ahora en Limerick)
- Edmond Albanach de Burgh del norte de Connacht (principalmente Mayo)
- Ulick Burke de Annaghkeen en el sur de Connacht (principalmente el este de Galway)

Para 1340, la familia se había dividido en tres señoríos separados e independientes:
- Clan William Burke de Condado Limerick
- Mac William Íochtar de Condado Mayo
- Clanricarde de Condado Galway

Fue sucedido a su muerte en 1343 por su hijo, Richard Óg Burke.

## Árbol familiar
```
Walter de Burgh

  |
  |____________________________________________
  |                                           |
  |                                           |
 
William de Burgh
, muerto en 1205.    Hubert de Burgh, conde de Kent, d. 1243. 
  |                                        (Descendencia; John y Hubert)
  |_________________________________________________________________________________________________________
  |                                                         |                                              |
  |                                                         |                                              |    
 
Richard Mór de Burgh
, I barón de Connaught  Hubert de Burgh, Obispo de Limerick, d. 1250.    
Richard Óg de Burgh

  |                                                                                                        |
  |                                            ____________________________________________________________|
 de Burgh Conde de Ulster,                    |                  |               |
 Burke de 
Castleconnell
, 
Condado Limerick
     |                  |               |
 
Mac William Iochtar
 Bourke de 
Mayo
       Hubert           Richard            William                                  
                                              |                  |               |
                                              |                  |               |_________________               
                                      Clan Mac Hubert?   Richard an Fhorbhair    |                |
                                                                 |               |                |
  _______________________________________________________________|               Sir David Donn  Sir William Ruad
  |                                           |         |                            |                    d.1327.
  |                                           |         |                   Clan Mac David
  Ulick Burke de Annaghkeen, d. 1343.     Raymond  Walter Óge
  |
  |____________________________________
  |                                   |
  |                                   |  
  Richard Óg Burke, d. 1387.     Edmund, d. 1410
  |
  |___________________________________________________
  |                                                  |
  |                                                  |
  Ulick an Fhiona Burke, d. 1423.   William mac Ulick Burke, d. 1430.
  |                                                  |        
  |                                                  |
  Ulick Ruadh Burke, d. 1485.             Ricard, d. 1466.
  |
  |
  Burke de 
Clanricarde
```